# Apiosphaeria indica
Apiosphaeria indica är en svampart som beskrevs av S.K. Bose 1976. Apiosphaeria indica ingår i släktet Apiosphaeria och familjen Phyllachoraceae.   Inga underarter finns listade i Catalogue of Life.